# じわじわくる映像アワード
『じわじわくる映像アワード』（じわじわくるえいぞうアワード）は、2018年から日本テレビ系列にて不定期に放送されているスポーツバラエティ番組である。

## 概要
名前通り後半からじわじわくる映像を楽しむバラエティ。プロ野球やバスケットボールなど国内外のスポーツ各種試合で発生したハプニング・珍プレー映像が中心となっている。
第5回を当初2022年10月10日(月・祝)15:50 - 16:50に関東地区ほか一部地域で放送予定だったが、『ありがとう!円楽師匠追悼特番〜秘蔵映像で振り返る落語家笑点メンバーとしての人生』に変更された。代替放送の有無などは不明だったが、2023年1月15日の15:30 - 16:50に変更、内容も第4回の再放送となった。

## MC
- 後藤輝基（フットボールアワー）
- 後藤晴菜（日本テレビアナウンサー）

## 放送リスト
| 回 | 放送日         | 放送時間      | ゲスト | 備考                        |
| -- | -------------- | ------------- | --- | --------------------------- |
| 1  | 2018年12月30日 | 8:00 - 10:00  | 伊吹吾郎、まひる（ガンバレルーヤ）、朝日奈央、カズレーザー（メイプル超合金）、ブルゾンちえみ、前園真聖                                                                   |                             |
| 2  | 2020年3月20日  | 19:00 - 20:54 | カズレーザー（メイプル超合金）、中澤佑二、若槻千夏、王林（りんご娘）、伊吹吾郎、まひる（ガンバレルーヤ）                                                                 | [ 2 ]                       |
| 3  | 2020年12月30日 | 6:00 - 8:00   | カズレーザー（メイプル超合金）、中澤佑二、若槻千夏、王林（りんご娘）、伊吹吾郎、まひる（ガンバレルーヤ）、佐藤慎太郎                                                     |                             |
| 4  | 2021年12月9日  | 19:00 - 20:54 | カズレーザー（メイプル超合金）、朝日奈央、松本薫、五十嵐亮太、田中圭、西野七瀬、真飛聖、佐野勇斗、もう中学生、まひる（ガンバレルーヤ）、あんり（ぼる塾）                 |                             |
| 5  | 2023年1月15日  | 15:30 - 16:50 | カズレーザー（メイプル超合金）、朝日奈央、松本薫、五十嵐亮太、田中圭、西野七瀬、真飛聖、佐野勇斗、もう中学生、まひる（ガンバレルーヤ）、あんり（ぼる塾）、岡田結実       | 2021年12月9日放送分の再放送 |
| 6  | 2024年3月2日   | 15:00 - 17:00 | カズレーザー（メイプル超合金）、赤星憲広、高木美帆、小高茉緒（日本テレビアナウンサー）、もう中学生、小田結希（オダウエダ）                                               |                             |
| 7  | 2025年1月26日  | 15:00 - 16:50 | カズレーザー（メイプル超合金）、槙野智章（サッカー・元日本代表）、山之内すず、岩谷麻優（スターダム）、小高茉緒（日テレアナウンサー）、もう中学生、小田結希（オダウエダ） |                             |

## スタッフ
第3回はスタッフロールなし。
- 企画・演出:津郷大吾
- 企画:加藤麻里、西川哲也、野田洋二
- ブレーン:あさのますみ（第1回は構成）
- 構成:橋本俊哉（第2回-）
- TM:保刈寛之（第4回）
- SW:村松明（第4回）
- CAM:西阪康史、舟木豊（共に第4回）
- MIX:鈴木里実（第4回）
- VE:吉﨑慶（第1,4回）
- 照明:小笠原雅登（第4回）
- 編集:東義則（第4回）
- MA:細川健太郎（第4回）
- TK:田中彩
- 音効:樋口謙（第1,4回）
- CG:ルールブック
- 技術協力:NiTRO、STUDIO Welt（Welt→第2回-）、ジャパンテレビ
- 美術:三浦昭彦（第4回）
- デザイン:熊崎真知子
- 美術協力:日テレアート
- メイク:有村美咲（第4回）
- 映像提供:アフロ
- アーカイブ:望月直央、大塚祐輝、石井ひな子、石井佑司、新名宗彰、稗田孝（新名・稗田→第2回-、望月・石井ひ・石井佑→第4回）
- リサーチ:中原祐（第2回）
- 海外リサーチ:JFK
- ディレクター:佐藤恵梨子、水戸部太樹、岡本亜美、丸山将人、地曳範剛、佐藤祐基、高柳大輔、堀景輔、米田浩平、成澤将来、矢野昭彦、小坂道洋、徳永高 / 金濱恒太、安立果菜、山下真奈、北原大輝、阿部騎士、山本圭一、平川達矢（堀・徳永→第2回-、水戸部・岡本・丸山・地曳・高柳・米田・成澤・矢野・小坂・金濱・安立・山下・北原・阿部・山本・平川→第4回、矢野→第2回は演出、平川→第2回はAD）
- 演出:上田容史、武井陽介（上田→第2回-、第1回はディレクター、武井→第1,3回、第2回はプロデューサー）
- プロデューサー:中村富美、藤巻浩樹、井澤素樹、生田目瑞穂、影山龍太、浜田和宏 / 秋元動希、大城裕子（中村・影山・浜田→第2回-、藤巻・井澤・生田目・秋元・大城→第4回、大城→第2回はAP）
- チーフプロデューサー:笈川真（第4回、第1回はプロデューサー）
- 制作協力:AXON、エヂカラ（エヂカラ→第4回）、オフィスぼくら（ぼくら→第2回-）、Ride
- 製作著作:日本テレビ

### 過去のスタッフ
- TM:山本聡一（第1,2回）
- CAM:中村佳央（第1回）、岡田勇輝（第2回）
- MIX:村瀬脩一（第1,2回）
- VE:古手川大（第2回）
- 照明:千葉雄（第1,2回）
- 音効:メディアハウス（第2回）
- TK:奈良里美（第2回）
- 編集:高倉亮平（第1回）、岩崎優貴（第2回）
- MA:吉田達矢（第1回）、小嶋雄介（第2回）
- 技術協力:D✩Dファクトリー（第1回）
- 美術:戸苅裕一（第1,2回）
- メイク:山田真歩（第1回）、星野沙紀（第2回）
- アーカイブ:森本美和子、山田誠、清夏樹（共に第1回）、今宮明子、細田雄也、天野まゆみ（共に第1,2回）、引田裕人、太田将博、斉木守、山内理紗、石丸愛也芽、内田綾子（共に第2回）
- 編成:亀甲博行、鶴田史隆、天野英明（共に第2回、鶴田→第1回はプロデューサー）
- 宣伝:森俊憲、三瓶篤樹（共に第2回）
- 営業:濵崎泰彦（第2回）
- AP:江亜依（第1回）、増田沙織、矢口彩香、成清大介（共に第2回）
- AD:根木ひかる、細田愛美（共に第1回）、我那覇瑞生、小林和哉、釘丸彩、鷹山茉鈴、髙橋由美恵、田村麻美、大窪洋司、小澤恵（共に第2回）
- ディレクター:菊地香織、坂本圭亮（共に第1回）、井上雄太、石本ちひろ、茂木孝太、石橋風吾、三村美絵、中村勇貴（共に第2回）
- プロデューサー:望月麻未（第1回）、大澤裕二、佐藤英（共に第1,2回）、木村拓也、川勝茂、雨宮雄太（共に第2回）
- チーフプロデューサー:木戸弘士（第1,2回）
- 制作協力:WHOLE MAN（第1,2回）